# Pachymantis bicingulata
Pachymantis bicingulata är en bönsyrseart som beskrevs av De Haan 1842. Pachymantis bicingulata ingår i släktet Pachymantis och familjen Hymenopodidae. Inga underarter finns listade i Catalogue of Life.